# Carson City, Nevada

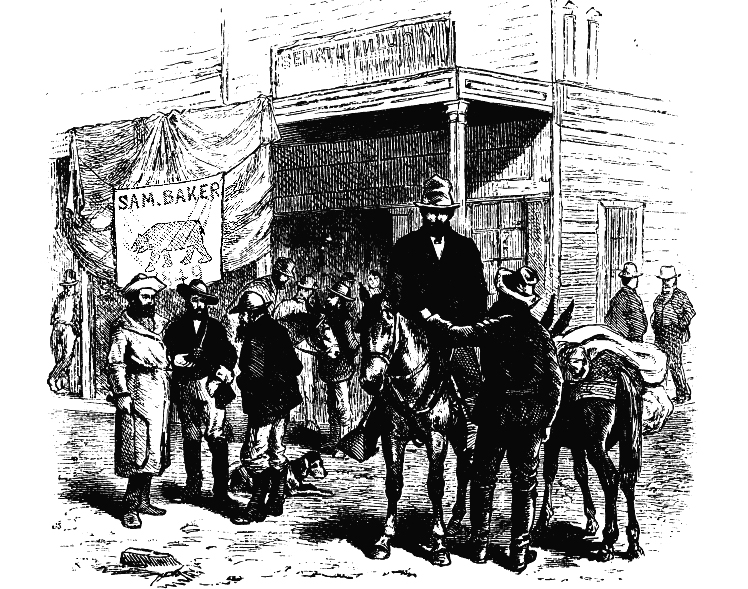
Carson City năm 1877

Đô thị củng cố Thành phố Carson là thủ phủ của tiểu bang Nevada, Hoa Kỳ. Dân số thành phố này là 52.457 người tại thời điểm điều tra năm 2000 của Cục điều tra dân số Hoa Kỳ.
Những người châu Âu đầu tiên đã đến khu vực thung lũng Đại bàng nơi John C. Fremont và đoàn thám hiểm của ông đến vào tháng 1 năm 1843. Fremont đã đặt tên con sông chảy qua thung lũng là sông Carson để vinh danh Christopher "Kit" Carson. Trước khi đoàn thám hiểm của Fremont đến đây, cư dân thổ dân Washoe đã sinh sống trong thung lũng và các khu vực phụ cận.